# Пеллетье, Пьер Жозеф
Пьер Жозеф Пеллетье (фр. Pierre Joseph Pelletier, 1788—1842) — французский химик и фармацевт, один из основателей химии алкалоидов.

## Жизнь и деятельность
Его отец Бертран Пеллетье умер рано, в возрасте 36 лет. Он был фармацевтом и последователем Лавуазье. Пьер Пеллетье обучался на фармацевта, интересовался наукой, рано познакомился с работами Лавуазье. В круг его интересов входили растительные лекарственные вещества. В 1817 году, вместе с Кавенту, он выделил зелёный пигмент из листьев растений, который они назвали хлорофиллом. Есть сведения, что в этот год Пеллетье и французский физиолог Франсуа Мажанди получили эметин — главный алкалоид корня ипекакуаны. В 1818 году Пеллетье и Кавенту открыли алкалоид стрихнин, в 1819 году — алкалоиды бруцин, колхицин и вератрин.
Наибольший успех пришёл к Пеллетье и Кавенту в 1820 году, когда они экстрагировали из коры хинного дерева алкалоиды, названные ими хинин и цинхонин. Хинин стал первым эффективным лекарством против малярии. Исследователи открыли собственный завод по производству хинина в Нёйи, где обрабатывалось сырьё, поступающее из Южной Америки. Партнёры не стремились получить коммерческую выгоду из открытия хинина и опубликовали сведения о новом алкалоиде. В 1826 году на заводе в Нёйи из 1,5 тонн хинной коры было произведено около 45 кг хинина, а в 1939 году всемирное потребление хинина составило 600 тонн.
В 1821 году Пеллетье выделил пиперин. В 1823 году, совместно с химиком Жаном-Батистом Дюма, он выявил свидетельство присутствия азота в алкалоидах.
В 1826 году им был получен кониин. В 1832 Пеллетье обнаружил новый опийный алкалоид нарцеин. Позже, в 1835 году он выделил тебаин (параморфин).
В исследовании 1837—1838 годов он из сосновой смолы выделил толуол. Считается что им были получены и другие алкалоиды: пикротоксин, колхицин, вератрин.
В своей научной работе Пеллетье особенно заметен введением новых методов производства органических веществ. Определение алкалоидов, предложенное Пеллетье, позволило отнести к алкалоидам большинство соединений традиционно считавшихся алкалоидами, но не попадавших в их число по классическому определению Винтерштейна — Трира.
Пеллетье в 1825—1840 годах был профессором фармацевтического училища в Париже Эколь де Фармаси (фр. Faculté de pharmacie de Paris), а в 1832 году стал одним из его директоров. В 1840 он был избран членом Французской Академии наук.
В честь Пеллетье названы:
- Алкалоид пиридиновой группы — пельтьерин, содержащийся в коре гранатового дерева.
- Род растений Пеллетьера (Pelletiera A.St.-Hil.) ранее относимый к семейству Первоцветные, в настоящее время помещаемый в семейство Мирсиновые.

## Труды

Марка, выпущенная в 150 летие открытия хинина Пеллетье и Кавенту

- «Notice sur la matière verte des feuilles» (фр.) 1817;
- «Analyse chimique des quinquinas» (фр.) 1821;
- «Notice sur les recherches chimiques» (фр.) 1829.

и др.